# Історія Без Міфів
«Історія Без Міфів» — український Youtube-канал, створений з метою популяризації наукового доробку українських істориків; поширення суспільного інтересу до історії; висвітлення історії зарубіжних країн українською мовою; сприяння консолідації українського суспільства; спростування антинаукових міфів, фейків і стереотипів про Україну та українців; формування позитивного іміджу України й українців; прищеплення в суспільстві культури критичного мислення, навичок аналізу інформації — зокрема, історичних джерел.

## Створення каналу

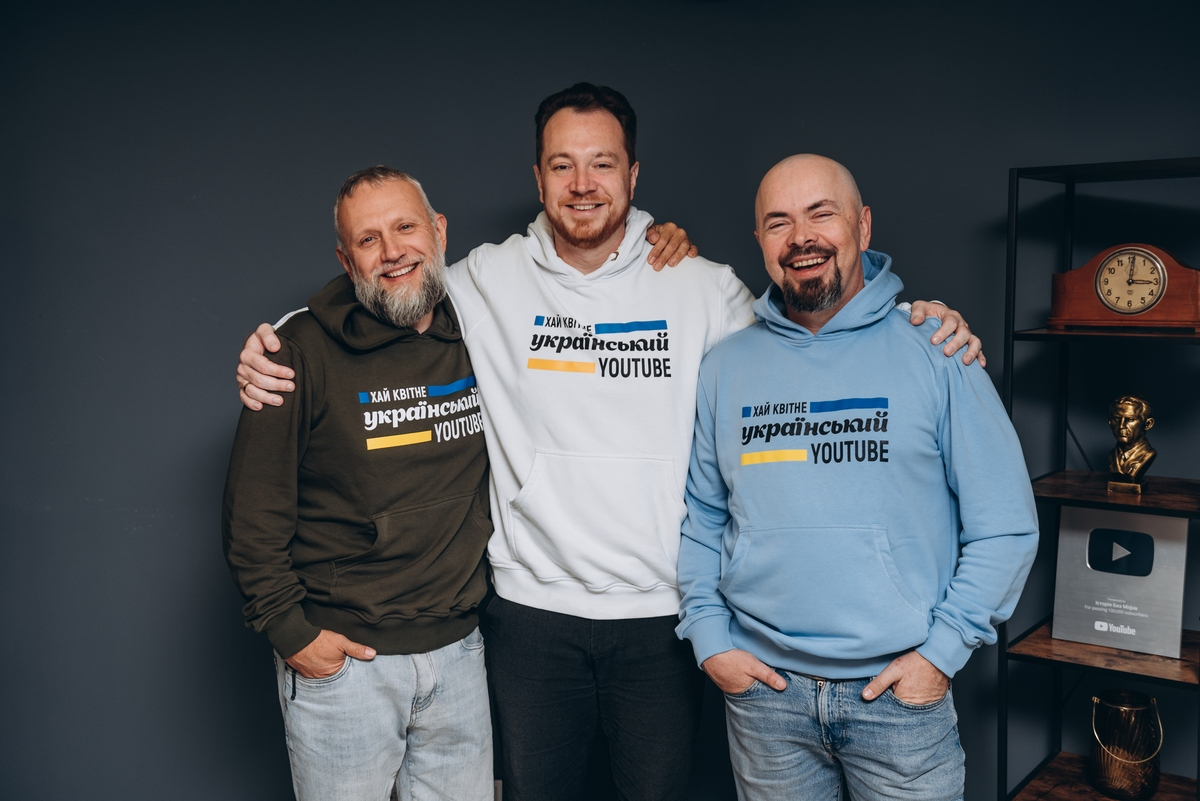
Засновники «Історії Без Міфів»

У травні 2020 року Владлен Мараєв разом з телережисерами В'ячеславом Діхтяренком та продюсером Костянтином Анохіним заснували історичний канал на YouTube «Історія Без Міфів». 1 травня відбулася прем'єра першого відео «Не тільки COVID-19. Чума, холера, тиф, „іспанка“ — хвороби в історії людства».
Тематика випусків охоплює всі періоди та висвітлює широкий спектр питань: політична, військова, економічна історія, історія міжнародних відносин, історія культури, мистецтв і спорту, біографії видатних осіб.
Теми для відео обирають не лише творці каналу, а й його спонсори. Для цього регулярно відбуваються голосування у відповідній спільноті. Декілька разів теми набирали одинакову кількість голосів або ж різниця між першим і другим місцем становила декілька відсотків.
18 січня 2021 року канал «Історія Без Міфів» набрав перші 100 тисяч підписників, після чого отримав срібну кнопку YouTube.
Канал регулярно потрапляє у підбірки проєктів, які ЗМІ радять для розширення знань про історію України та світу.

## Після повномасштабного вторгнення росії
З початком повномасштабного вторгнення росії канал «Історія Без Міфів» проводить прямі ефіри, аби розвінчувати міфи та нейтралізувати ІПСО, які росія поширювали проти українців. Також у цих відео автори каналу пояснюють глядачам, що не так з росією і чому вона вдалася до такої форми зовнішньої агресії. Так, серед перших тем прямих ефірів:
- Нацизм — фашизм — сталінізм — рашизм: 20 подібностей;
- «Узаконення» окупації: як пУТІН копіює технологію гІТЛЕРА;
- Як росія створила образ ворога з України.

Також канал закритий для перегляду з Росії. Творці каналу пояснють це рішення тим, що винятково українською мовою, і ніколи не будемо працювати російською, на аудиторію з РФ.
На 1 травня 2025 року, за 5 років діяльності, опубліковано близько 500 випусків (без урахування відео формату shorts). На канал підписано понад 906 тисяч глядачів, а всі відео отримали сукупно понад 182 мільйони переглядів, що дає змогу перебувати в топі науково-популярних і просвітницьких проєктів Українського YouTube.

## Гості «Історії Без Міфів»
Серед гостей каналу — Олександр Алфьоров, Вадим Арістов, Ігор Бігун, Дмитро Вортман, Володимир В'ятрович, Кирило Галушко, Богдан-Олег Горобчук, Владислав Гриневич, Людмила Гриневич, Сергій Громенко, Дар'я Добріян, Елла Євтушенко, Олександр Зінченко, Ірина Ігнатенко, Вахтанг Кіпіані, Ольга Ковалевська, Олексій Комар, Євгенія Кузнєцова, Юрій Митрофаненко, Віталій Михайловський, Радомир Мокрик, Олександр Пагіря, Артем Папакін, Іван Патриляк, Роман Пономаренко, Володимир Потульницький, Андрій Руккас, Олег Сенцов, Таїса Сидорчук, Євген Синиця, Олексій Сокирко, Наталія Старченко, Остап Українець, Анатолій Хромов, Роберт Чижевський, Тетяна Швидченко, Денис Казанський та багато інших фахівців.

## «10 запитань історику»

Історик Євген Мочалов

Канал випускає 2 відео на тиждень у форматі авторських відео та стрімів Владлена Мараєва, а також у рубриці «10 запитань історику». Із жовтня 2023 року вона була винесена в окремий однойменний дочірній канал, а в листопаді 2024 року повернулася на «Історію Без Міфів». У ній ведучий — історик Євген Мочалов — проводить інтерв'ю з іншими істориками на теми, що є предметом їхніх досліджень.

## «Хай квітне Український YouTube!»
Гасло каналу — «Хай квітне Український YouTube!», покликане підкреслити розвиток українськомовного вмісту і спонукати інших авторів працювати українською мовою, розвивати українськомовне середовище.

## Десять найпопулярніших відео станом на 1 травня 2025 року
- Кьоніґсберґ — «ісконнорусскаязємля»? (понад 2,7 млн переглядів)
- Анексія країн Балтії: сталінський «договорняк» із Гітлером (понад 2,7 млн.)
- Прорахунки Гітлера: чому вермахт не захопив Москву? (2,6 млн.)
- Як Україну втягнули в СССР (2,5 млн.)
- На шляху до Третього Райху: як Німеччина стала нацистською (2,2 млн.)
- 7 листопада: Як Лєнін і більшовики захопили владу (2,1 млн.)
- Сталінградська битва: чому вермахт потрапив у совєтський «котел» (2 млн.)
- Карфаген: олігархічна імперія Африки (1,9 млн.)
- Придністров'я: анклав «русского мира» посеред Європи (1,7 млн.)
- Ненадійний союзник: Румунія між нацистами та комуністами 1939—1945 (1,6 млн.)